# Península de Otago
La península de Otago (del inglés: Otago Peninsula) es una península de topografía muy irregular que forma parte de Dunedin, en Nueva Zelanda. De origen volcánico, es una de las barreras de un cráter formado por un colapso, donde ahora está el puerto de Otago. La península se extiende hacia el este hasta el puerto de Otago, y se extiende de forma paralela a la costa continental a lo largo de 30 km. Su anchura máxima es de 12 km y está unida al área continental por un istmo, en su extremo suroeste, de poco más de un kilómetro de ancho. 
Los suburbios de Dunedin se encuentran en el extremo occidental de la península, pero la mayoría de la extensión de la península apenas está poblada y está ocupada por pastizales. La península sirve de hábitat a muchas especies de fauna silvestre, especialmente aves marinas, de modo que el ecoturismo se ha convertido en una parte cada vez más importante de la economía de la zona. 

## Geografía
La península se formó al mismo tiempo que las colinas enfrente suyo, a través del puerto, como parte de la pared del cráter de un gran volcán extinto. Muchas de las cordilleras de la península, especialmente el llamado Harbour Cone (puerto cónico), muestran con claridad los orígenes de esta formación volcánica, de entre 10 y 13 millones de años. 
Gran parte de la península se compone de áreas escarpadas con los puntos más altos en Mount Charles (408 m), Harbour Cone y Sandymount. Dos pequeñas bahías sujetas a la acción de las mareas domina la costa del Pacífico: las entradas de Hoopers y Papanui. Entre ellas se encuentra el cabo Saunders. Entre los puntos de interés natural cercanos, destacan los acantilados de unos 250 metros de altura llamados Lovers' Leap (el salto de los amantes) y The Chasm (el precipicio). 
En la entrada al puerto de Otago, la península sobresale en el denominado cabo Taiaroa (Taiaroa Head), notable por su colonia de aves marinas, especialmente los ejemplares de albatros real, en lo que es la única colonia de esta ave ubicada en un continente. El centro de observación de la colonia de albatros es una de las atracciones principales del ecoturismo en la región, donde todavía se puede se pueden apreciar pinípedos y pingüinos de ojos amarillos. La península está predominada por casas cuyo sustento es la explotación ganadera, si bien están aumentando el número de propiedades de personas cuyos ingresos no dependen de las actividades rurales. Algunos sitios de importancia por su biodiversidad, como Taiaroa Head se preservan como santuarios de vida salvaje. Algunas de las especies de aves acuáticas y costeras que se pueden encontrar son plateínos, carádridos o garzas.

Panorama de la península de Otago desde Victory Beach.